# Спорт в Суринаме

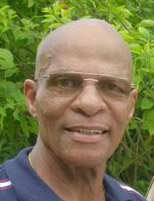
Мейналс, Хамфри — футболист века в Суринаме

Спорт в Суринаме — один из востребованных населением страны видов деятельности. В стране много различных спортивных обществ. Наибольшей популярность пользуются игровые виды спорта, самые популярные футбол, баскетбол, волейбол и крикет. Из индивидуальных видов спорта популярны настольный теннис, плавание и тхэквондо.
Олимпийский комитет Суринама, основанный в 1959 году, в настоящее время насчитывает 17 национальных федераций по следующим видам спорта: бадминтон, баскетбол, бокс, борьба, велоспорт, волейбол, дзюдо, карате, легкая атлетика, настольный теннис, плавание, стрельба, теннис, триатлон, тхэквондо, футбол, шахматы. Суринам участвует во многих международных соревнованиях, таких, как Олимпийские и Панамериканские игры.

## Футбол
Суринамская футбольная ассоциация — крупнейшая спортивная федерация в стране. Ассоциация была основана 1 октября 1920 года. С 1929 года является членом международной футбольной ассоциации ФИФА, с 1961 года входит в КОНКАКАФ.
В 1924 году состоялся первый официальный национальный футбольный чемпионат Суринама. В 1934 году состоялся первый официальный международный матч сборной Суринама, в котором она одержала победу над сборной Кюрасао. Сборная Суринама по футболу по состоянию на 2016 год занимает 151-е место в рейтинге ФИФА.
Многие суринамцы-футболисты добились международного признания: Кампервен, Ваненбург, Гуллит, Райкард, Давидс, Зеедорф, Слори, Клюйверт, Бабел, Винтер, Кастелен, Хассельбайнк. В 1999 году Хамфри Мейналс был признан футболистом века в Суринаме.
Лидерами чемпионата Суринама по футболу являются спортивные клубы «Робингуд» (23 победы), «Трансвааль» (19 побед) и «Ворвартс» (6 побед). Чемпионаты страны проходят на стадионе им. Андре Кампервена в Парамарибо.

## Крикет
Крикет в Суринам привезли эмигранты из Британской Индии. В середине XX века этот вид спорта в стране пришёл в упадок, но с 1970-х годов, мигранты из соседней Гайаны возобновили к нему интерес. Популярность крикета в Суринаме также связана с его популярностью в Нидерландах. Суринамский совет по крикету, основанный в 1931 году, с 2011 года является ассоциированным членом Международного совета по крикету (I.C.C.). Суринам, вместе с Аргентиной, является ассоциированным членом I.C.C. в Южной Америке, в то время, как Гайана —действительный член этой организации, так, как входит в Вест-Индийский совет по крикету. По состоянию на июнь 2017 года сборная Суринама по крикету занимает 43-е место в мире и 6-е место в американском регионе в I.C.C. Она принимает участие в играх Всемирной лиги по крикету (W.C.L.) и американскому чемпионату I.C.C.

## Известные спортсмены
- Энтони Нести, пловец, в настоящее время единственный олимпийский чемпион Суринама.
- Летиция Врисде, лёгкая атлетика.
- Виргил Суроредъо[нидерл.], бадминтон.
- Митчел Вонгсодикромо[англ.], бадминтон.